# Entropia condizionale
Nella teoria dell'informazione l'entropia condizionale è una misura della quantità di informazione necessaria per descrivere il valore di una variabile aleatoria {\displaystyle \mathrm {X} } noto il valore di un'altra variabile aleatoria {\displaystyle Y}. Nella trasmissione attraverso un canale di comunicazione rappresenta la quantità rimanente di incertezza del valore all'ingresso al canale dopo che è stato osservato il valore di uscita. L'entropia di {\displaystyle X} condizionata da {\displaystyle Y} si definisce come {\displaystyle H(X|Y)}.

## Definizione
Se {\displaystyle H(X|Y=y_{k})} è l'entropia della variabile {\displaystyle X} condizionata dalla variabile {\displaystyle Y} che assume un certo valore {\displaystyle y_{k}}, allora {\displaystyle H(X|Y)} è il risultato della media pesata di {\displaystyle H(X|Y=y_{k})} su tutti i possibili valori {\displaystyle y_{k}} che la {\displaystyle Y} può assumere.
Dato un alfabeto di simboli in ingresso {\displaystyle X={\{x_{0},x_{1},...,x_{J-1}}\}}, un alfabeto di simboli in uscita {\displaystyle Y={\{y_{0},y_{1},...y_{K-1}}\}} con probabilità {\displaystyle p(y_{0}),...,p(y_{K-1})} l'entropia condizionale si definisce come:
{\displaystyle H(X|Y)} {\displaystyle \equiv } {\displaystyle \sum _{k=0}^{K-1}H(X|Y=y_{k})p(y_{k})}
{\displaystyle =\sum _{k=0}^{K-1}\sum _{j=0}^{J-1}p(x_{j}|y_{k})p(y_{k})log_{2}\left[{\frac {1}{p(x_{j}|y_{k})}}\right]}
{\displaystyle =\sum _{k=0}^{K-1}\sum _{j=0}^{J-1}p(x_{j},y_{k})log_{2}\left[{\frac {1}{p(x_{j}|y_{k})}}\right]}
dove nell'ultima espressione si è utilizzata la relazione tra probabilità congiunta e condizionata: {\displaystyle p(x_{j},y_{k})=p(x_{j}|y_{k})p(y_{k})}.